# شیشکینا (شهرستان پلستسکی، استان آرخانگلسک)
شیشکینا (به لاتین: Shishkina) یک منطقهٔ مسکونی در روسیه است که در استان آرخانگلسک واقع شده‌است.